# رينالدو بينيدا
رينالدو بينيدا (بالإسبانية: Reynaldo Pineda)‏ (6 أغسطس 1978 في هندوراس - ) هو مدرب كرة قدم ولاعب كرة قدم هندوراسي في مركز الوسط. شارك مع منتخب هندوراس لكرة القدم. أما مع النوادي، فقد لعب مع ريال إسبانيا ونادي فيكتوريا وAtlético Gualala F.C. ‏ وVillanueva F.C. ‏ وDeportes Savio F.C. ‏.

## وصلات خارجية
- رينالدو بينيدا على موقع الاتحاد الدولي (مؤرشف)  (الإنجليزية)
- رينالدو بينيدا على موقع قاعدة بيانات كرة القدم.إي يو (الإنجليزية)
- رينالدو بينيدا على موقع ناشيونال فوتبول تيمز (الإنجليزية)